# France Mongeau
Pour les articles homonymes, voir Mongeau.
France Mongeau, née à Trois-Rivières en 1961, est une écrivaine et une professeure québécoise.

## Biographie
Née à Trois-Rivières en 1961, France Mogneau est l'auteure de nombreux recueils de poésie et de livres d'artistes en plus d'enseigner la littérature et le français au Cégep Édouard-Montpetit,.
En poésie, elle fait paraître Lettre en miroir (Le Préambule, 1980), Lectures d'un lieu (Écrits des Forges, 2010), Les heures réversibles (Éditions du Noroît, 2015) ainsi que L'ouvrage lilas de la steppe (Éditions du Noroît, 2020),,,,.
En plus de participer à de nombreux événements littéraires, tant sur la scène littéraire québécoise qu'internationale, France Mongeau collabore régulièrement à des revues littéraires telles que Arcade, Art Le Sabord, Brèves littéraires, Estuaire, Exit, La Nouvelle Barre du Jour, Moebius, Quai des lettres, Revue des Deux Mondes, etc,,,.
France Mongeau signe également des textes dans de nombreux collectifs dont Le Montréal des écrivains (l'Hexagone, 1988), Capital de la poésie (Écrits des Forges, 1995), Dialogue dans l’espace (ERPI, 2001), Marcher avec Saint-Denys Garneau (Champs Vallons, 2004) ainsi que Mouvance (Champs Vallon, 2005),.

## Œuvres

### Poésie
- Lettre en miroir, Longueuil, Le Préambule, 1980, 45 p.  (ISBN 2891330196)
- Lumières, illustrations de Marc Mongeau, Montréal, La Nouvelle Barre du Jour, 1986, 30 p.  (ISBN 2893140610)
- Indices noirs, Montréal, illustrations de Marc Mongeau, Montréal, La Nouvelle Barre du Jour, 1987, 29 p.  (ISBN 2893140904)
- La Danse de Julia, Laval, Éditions Trois, 1996, 99 p.  (ISBN 2-920887-74-2)
- La Mer est pierre d'attente, Trois-Rivières, Lèvres urbaines, n. 36, 2003, n.p.
- Le Guet du renard, Trois-Rivières/Grenoble, Écrits des Forges/Maison de la poésie de Rhône-Alpes, 2004, 60 p.  (ISBN 2-89046-837-2)
- Estancia en verde = La Chambre verte, Mexico/Trois-Rivières, Mantis Editores/Écrits des Forges, 2006, 129 p.  (ISBN 2-89046-924-7 et 970-9894-03-X)
- Lectures d'un lieu, Trois-Rivières, Écrits des Forges, 2010, 87 p.  (ISBN 978-2-89645-151-7)
- Les heures réversibles, Montréal, Éditions du Noroît, 2015, 71 p.  (ISBN 9782890189232)
- L'ouvrage lilas de la steppe, Montréal, Éditions du Noroît, 2020, 80 p.  (ISBN 9782897662127 et 9782897662134)

### Livres d'artiste
- Fragments de février, en collaboration avec l'artiste Liz Davidson et l'auteure Michèle Plomer, Sutton, Productions Liz Davidson, 2002, n.p.
- Ségala, Grenoble, en collaboration avec l'artiste Anne-Laure Héritier-Blanc, La Petite Fabrique, 2005, n.p.
- La Horde, Grenoble, en collaboration avec l'artiste Anne-Laure Héritier-Blanc, La Petite Fabrique, 2008, n.p.
- Depuis la nuit, Grenoble, en collaboration avec l'artiste Anne-Laure Héritier-Blanc, La Petite Fabrique, 2017, n.p.

## Prix et honneurs
- 1986 - Récipiendaire : Prix Émile-Nelligan (pour Lumières)[11]
- 2004 - Récipiendaire : Prix international Saint-Denys-Garneau (pour Segala)[12]
- 2007 - Finaliste - Prix Alain-Grandbois de l'Académie des lettres du Québec (pour La chambre verte)[1]